# Bătălia de la Granicus
Bătălia de la Granicus (334 î.Hr.) este prima victorie obținută de Alexandru cel Mare în invazia Imperiului Persan. În pofida condițiilor nefavorabile, armata lui Alexandru i-a învins pe perșii conduși de Darius al III-lea, care au fugit. Alexandru i-a provocat la luptă pe generalii perși, omorând două dintre rudele lui Darius și fiind în pericol de a-și pierde și el viața. Din cronici reiese că macedonenii au pierdut doar 115 oameni. În urma victoriei, Alexandru a cucerit vestul Asiei Mici, iar majoritatea orașelor s-au grăbit să-i deschidă porțile.

## Preludiu
După ce a lăsat supravegherea Greciei în seama lui Antipatros, Alexandru s-a îndreptat împreună cu contigentele cele mai sigure ale armatei sale spre Asia (335 î.Hr.). În fruntea unei armate formate din 30.000 de pedeștri și 5.000 de călăreți, Alexandru a plecat din Amfipolis, Tracia, și a debarcat la Troia unde a vizitat mausoleul lui Ahile unde a lăsat daruri, dar a luat și scutul lui Ahile pentru a-i purta noroc în lupte. Toată viața va purta cu el o copie după Iliada. La Hellespont, în Dardanele, se jură că va cuceri toată Asia cu o singură suliță. Nu se va mai întoarce niciodată acasă.

## Bătălia
Armata persană condusă de Memnon din Rhodos (un general grec exilat care s-a alăturat Persiei și care comanda o armată de mercenari greci), mult superioară numeric, încearcă să oprească trupele macedonene pe malul râului Granicos, în mai 334 î.Hr. Deși au fost obligați să traverseze râul și să escaladeze un mal abrupt, macedonenii i-au pus pe fugă pe perși, după o luptă crâncenă dintre cele două cavalerii, în cursul căreia Alexandru a fost de câteva ori în pericol de moarte, mai ales atunci când un general persan și-a înfipt sabia în coiful lui, iar Alexandru l-a străpuns cu sulița pe atacator.
Perșii credeau că macedonenii le căzuseră în capcană, odată ce traversau râul. Astfel, cavaleria persana a atacat. După lupte grele,distanța dintre cele două armate inamice s-a micșorat, macedonenii reușind să urce malul. Când au văzut cavaleria macedoneană punând piciorul pe mal, armata persană s-a retras îngrozită. Mercenarii greci din armata persană, ultimii rămași, au fost masacrați. În această luptă au murit doar 100 de soldați macedoneni și peste 1000 de mercenari greci din armata persană. Bătălia de la Granicus s-a încheiat cu victoria macedonenilor.

## Urmări
După această luptă Alexandru a intenționat să cucerească toată regiunea de coastă, cu scopul de a-i împiedica pe perși să-și stabilească o bază pentru a invada Grecia. Astfel el eliberează câteva orașe de tiranii sau de oligarhii satrapi care le guvernau, restabilind democrația. Unele orașe, cum ar fi Halicarnas, Lampsaca sau Aspendos, i-au opus rezistență, și pentru aceasta au fost pedepsite cu asprime.